# Езика (остров)
Остров Езика (или Масата) е български дунавски остров, разположен от 667,3 до 672,4 км по течението на реката в Област Враца, община Оряхово. Площта му е 1,9 km2, която му отрежда 11-о място по големина сред българските дунавски острови.
Островът се намира източно от село Лесковец и северозападно от Островската низина. Има удължена форма с дължина 5,1 км и максимална ширина в средата до 0,9 км. От българския бряг го отделя канал с минимална ширина от 30 м, където е изграден автомобилен мост. Най-голямата му височина достига 30,6 м, намира се в централната му част и представлява около 4 м денивелация над нивото на река Дунав. Остров Езика е изграден от речни наноси и е обрасъл с топола и върба. При високи дунавски води ниските му части се заливат. Северно от него се намира друг български остров Есперанто (Орех).

## Топографска карта
- Лист от карта K-35-1. Мащаб: 1 : 100 000.